# Niels Lindvig
Niels Lindvig (født 15. juli 1953) er en dansk journalist og radiovært ansat på DRs P1. Hans stofområder er Nord- og Sydamerika, Storbritannien og Irland.
Han er uddannet fra Danmarks Journalisthøjskole 1977 og har siden 1982 været medlem af redaktionen på Udefra og Orientering. Han var studievært på Orientering Søndag, siden programmet  begyndte at sende i 1995 til dets ophør i maj 2011.[kilde mangler]
Niels Lindvig har været fast på Orientering, hvor han har dækket Nord- og Sydamerika, Storbritannien og Irland. Desuden er han fast tilknyttet British Irish Interparliamentary Body siden 1995.
Niels Lindvig blev i september 2014 som den ene af to journalister i DR Nyheder fyret som led i en sparerunde, hvor 101 medarbejdere i DR blev afskediget.
Peter Viggo Jakobsen betegnede ham da som "en af de få tilbageværende udenrigskorrespondenter i Danmark, som ikke bare står og læser op fra topmødeerklæringer, tæller bombenedslag, eller som bare stikker mikrofoner op i hovedet på politikerne" og opfordrede til at man genovervejede fyringen.
Niels Lindvig fik stor opbakning fra kolleger og lyttere, bl.a. valgte mange at skrive under på en protest mod fyringen. 
Efter mere end 30 år på DR, har han arbejdet for Radio24syv og TV2. 
I 2017 indgik Niels Lindvig forlig med DR om aftrædelsesvilkårene.